# Atletismo nos Jogos Pan-Americanos de 1955 - 110 m com barreiras masculino
A prova dos 100 m com barreiras masculino nos Jogos Pan-Americanos de 1955 foi realizada na Cidade do México, México.

## Medalhistas
| Ouro                          | Prata                     | Bronze                     |
| Jack Davis USA Estados Unidos | Keith Gardner JAM Jamaica | Evaristo Iglesias CUB Cuba |

## Resultados
| Posição           | Nome              | Nacionalidade      | Tempo | Notas |
| ----------------- | ----------------- | ------------------ | ----- | ----- |
| Medalha de ouro   | Jack Davis        | USA Estados Unidos | 14.44 |       |
| Medalha de prata  | Keith Gardner     | JAM Jamaica        | 14.74 |       |
| Medalha de bronze | Evaristo Iglesias | CUB Cuba           | 14.94 |       |
| 4                 | Samuel Anderson   | CUB Cuba           | 14.95 |       |
| 5                 | Téofilo Davis     | VEN Venezuela      | 15.33 |       |
| 6                 | Wilson Carneiro   | BRA Brasil         | 16.85 |       |